# كانون 1 دي اس مارك 3
1 دي اس مارك 3 (بالإنجليزية: Canon EOS-1Ds Mark III)‏ هي كاميرا احترافية 21.1 ميجا بيكسل من إنتاج شركة كانون وقد طرحت في السوق في صيف 2007